# Říkání o víle Amálce
Říkání o víle Amálce je československý animovaný televizní seriál z roku 1973 vysílaný v rámci večerníčku. Autorem předlohy byl spisovatel Václav Čtvrtek. Seriál nakreslil a režíroval Václav Bedřich. Pohádky namluvil Jiří Hrzán. Bylo natočeno celkem 13 dílů po 8 minutách. Pro tehdy Československou televizi Říkání o víle Amálce vyrobil Krátký film, Studio Bratři v triku.
V roce 2013 zažilo Říkání o víle Amálce úspěch v Japonsku. Seriál je nadabovaný do japonštiny a hračky s motivem víly Amálky se prodávají v největším japonském hračkářském obchodě.
„Na lesním paloučku se udělala mlha, zafoukal vítr a najednou se objevila panenka, která se rozhodla, že si bude říkat víla Amálka.“

## Seznam dílů
1. Jak nechala stát myslivce Mušku v lese
2. Jak potkala beránka Kudrnu
3. Jak našla kámen mutáček
4. Jak seděla v zelené kleci
5. Jak se udělala ptáčkem
6. Jak zatančila králi
7. Jak obrátila potok
8. Jak jí vodník Kebule málem řekl sedm
9. Jak přetancovala obra Hrompáce
10. Jak pomáhala ježkovi s horkou tlapkou
11. Jak vyléčila ty dva, Hrompáce a Ohniváče
12. Jak potkala oříškového panáčka
13. Jak odešla spát až do jara